# ASUS Eee Keyboard

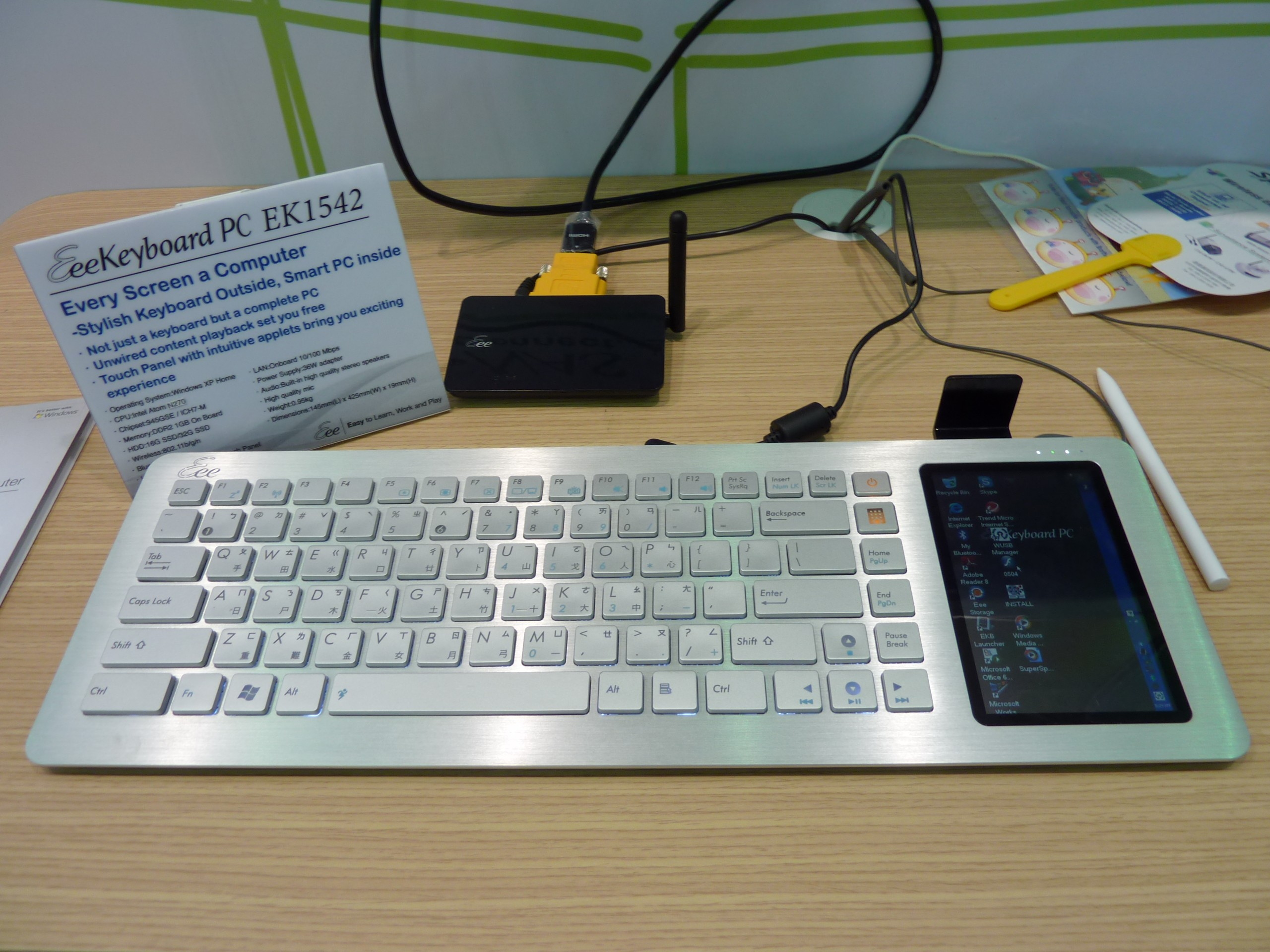
Asus Eee Keyboard

Asus Eee Keyboard je koncept počítače v klávesnici firmy AsusTeK Computer Inc. a její produktové řady Eee PC. Eee Keyboard má na místě numerické klávesnice dotykovou obrazovku s rozlišením 800×480 bodů (jako původní série Eee PC 700), který může fungovat jako hlavní displej nebo (po drátovém nebo bezdrátovém připojení k jinému monitoru nebo HDTV) jako pomocný displej s několika miniaplikacemi speciálně pro něj.
Asus Eee Keyboard poprvé ukázal v lednu 2009, s tím, že jej hodlá vydat v říjnu téhož roku, ale poté pozdržel jeho vypuštění na „brzo v roce 2010“. Jako možné datum vypuštění byl stanoven únor 2010, ale nakonec se Eee Keyboard dostal do oběhu 12. května 2010 za zaváděcí cenu 599 dolarů.
Eee Keyboard je vybaven procesorem Intel Atom N270 na 1,6 GHz a disponuje 1 GB paměti. Funkci úložného místa supluje disk bez pohyblivých částí s kapacitou 16 nebo 32 GB. Předinstalovaný operační systém je Windows XP. Tyto parametry byly relativně ke konkurenci a též k době vydání poměrně slabé a toto též první recenze produktu vytýkaly, stejně jako průměrnou výdrž baterie či hmotnost. Na druhou stranu zařízení disponuje dobrými možnostmi rozšíření a síťovou konektivitou.
Podle serveru Živě, který produkt recenzoval, má Eee Keyboard šanci spíše v podnikové sféře než jako domácí počítač orientovaný na zábavu či UMPC.

## Technické parametry
- Intel Atom N270 (1,6 GHz, 533 MHz FSB, 512 KB L2 Cache
- 16 nebo 32 GB SSD (Solid-state disk)
- Paměť 1 GB DDR2 SDRAM
- Grafická karta: Broadcom AV-VD904
- Wi-Fi: 802.11b/g/n
- Maximální rozlišení postranní obrazovky: 800×480 pixelů, úhlopříčka 5 palců
- Baterie: Lithium-polymerová,  výdrž 4 hodiny
- Hmotnost: 1,1 kg

## Porty
- HDMI
- VGA
- Wi-Fi + anténa UWB
- LAN
- 3 USB
- Mini-USB
- audio výstup
- vstup pro mikrofon

## Bezdrátové (Ultra-wideband) porty
- HDMI (Wireless Display Connectivity)
- 2 bezdrátové USB